# Kleine Ohe (Ilz)

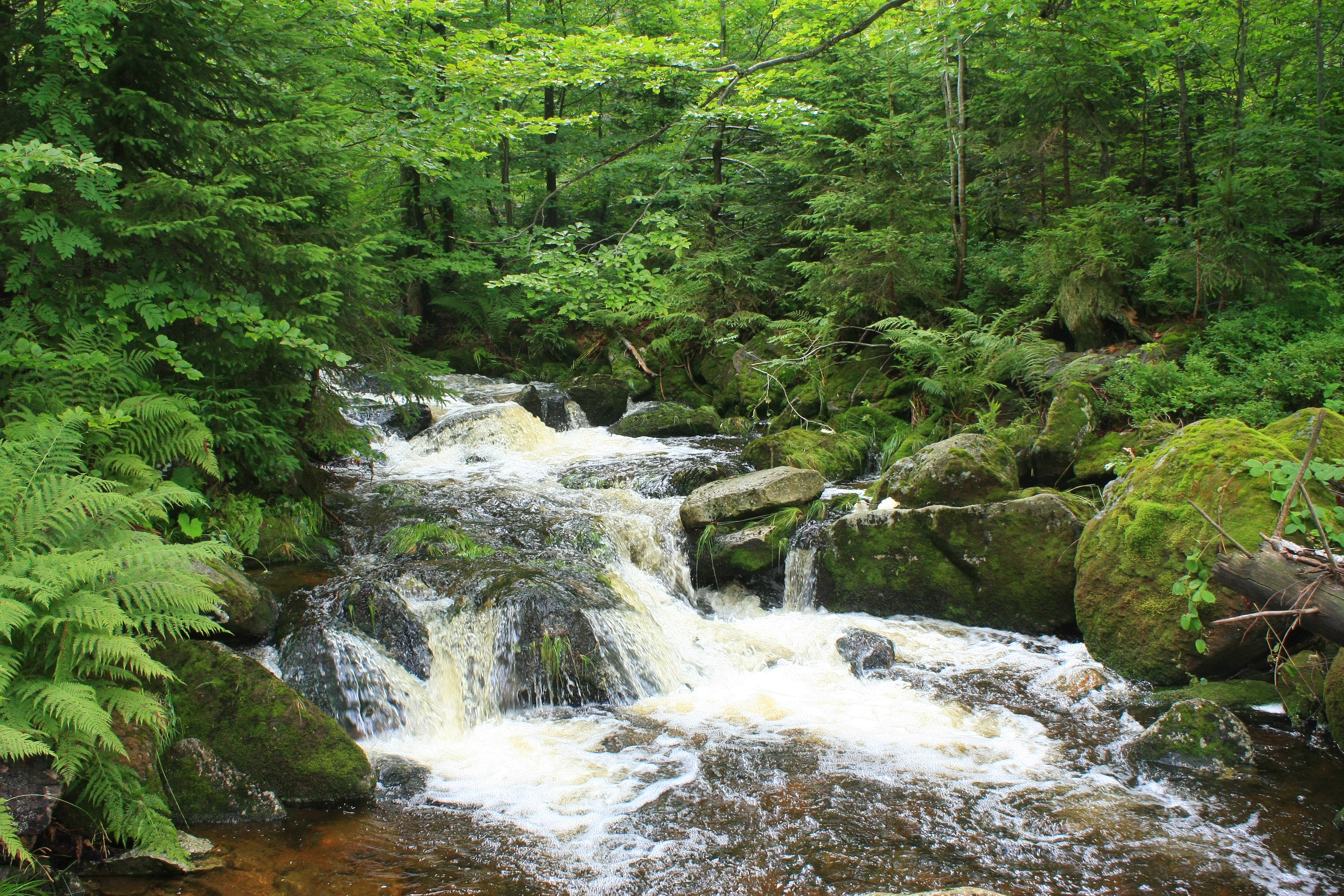
Oberlauf der Kleinen Ohe

Die Kleine Ohe, auch Grafenauer Ohe genannt, ist ein auf dem Hauptstrang etwa 27 km langer Fluss im Bayerischen Wald, der sich nahe bei Eberhardsreuth mit der von rechts kommenden Großen Ohe zur dort teils auch Schönberger Ohe genannten Ilz zusammenfließt.

## Geographie

### Verlauf
Die Kleine Ohe entsteht aus dem Zusammenfluss ihrer am West- und Südhang des Lusen (1373 m ü. NHN) entspringenden Quellbäche in den Hochlagen des Bayerischen Waldes. Der längste Strang beginnt mit dem südwestlich des Lusengipfels auf etwa 1104 m ü. NHN entspringenden Filzbach, der nach zwei Kilometern westlichen, dann nordwestlichen Laufs sich mit den anderen Quellbächen nordöstlich der Gemeindeexklave Waldhäuser von Neuschönau im Triftsee Martinsklause auf 976 m ü. NHN zur Kleinen Ohe vereint.
Diese fließt ihre ersten knapp zwei Kilometer westlich bis zur Fredenbrücke, wo ihr vom Plattenhausenriegel im Norden her der Schreyerbach zumündet. Dort knickt sie auf ihren nun langen Mittellauf nach Süden. Auf wenig über 670 m ü. NHN verlässt sie dabei das geschlossene Waldgebiet und ist kurz Grenzbach zwischen der Gemeinde Sankt Oswald-Riedlhütte im Westen und der Gemeinde Neuschönau im Osten. An der Grenze von dieser zum Stadtgebiet von Grafenau entlang wird sie dann von zuletzt Osten her vom Sägwasser verstärkt, ihrem größten Nebenfluss.
Danach fließt sie in westlichen bis südlichen Richtungen durch dessen Stadtgebiet auf Grafenau zu, das mit seinen älteren Teilen am rechten Ufer liegt. Nach der Bebauungsgrenze knickt sie an der zugehörigen Dimpflmühle nach Süden ab. Nach über fünf Kilometern weiteren südlichen Laufs fließt sie bei der Ettlmühle der Stadt und unter dem Kirchdorf Eberhardsreuth auf dem Gegenhang auf etwa 630 m ü. NHN mit deren größerem Oberlauf Große Ohe, die wenig zuvor noch die Mitternacher Ohe aufgenommen hat, zur anfangs auch Schönberger Ohe genannten Ilz zusammen.
Seit 1976 wird die Kleine Ohe in Grafenau zum Grafenauer See angestaut.

### Einzugsgebiet
Die Kleine Ohe hat ein 105,3 km² großes Einzugsgebiet, das naturräumlich gesehen im Oberpfälzisch-Bayerischen Wald liegt mit den höheren, nördlichen Anteilen im Unterraum Hinterer Bayerischer Wald, mit den mündungsnaheren im Unterraum Passauer Abteiland und Neuburger Wald. Im Norden liegt deshalb auch die prominenteste Wasserscheide, welcher ungefähr die deutsch-tschechische Grenze folgt, nämlich zur Vydra, die jenseits ihr Wasser letztlich über Moldau und Elbe in die Nordsee führt; diese Einzugsgebietsgrenze its deshalb Teil der Europäischen Hauptwasserscheide zwischen Nordsee und Schwarzem Meer.
An der Ostseite grenzt lange das Einzugsgebiet des Reschbachs an, des rechten Oberlaufs der Wolfsteiner Ohe, die von der Südostseite her zwei kürzere  Bäche aufnimmt und ebenfalls in die Ilz entwässert. Südlich der Einzugsgebietsgrenze konkurrieren der Biberbach und weiter aufwärts der noch kürzere Reitbachgraben zur Itz. Jenseits der westlichen Wasserscheide liegt überall Einzugsgebiet des rechten Ilz-Oberlaufs Große Ohe.
Die größten Höhen werden am Nordrand auf der Kammhöhe des Bayerischen Waldes erreicht. Von West nach Ost sind die größten Erhebungen: der Plattenhausenriegel mit 1372 m ü. NHN, der Lusen mit 1373 m ü. NHN und der Hohe Filzberg mit 1279 m ü. NHN.

### Zuflüsse und Seen
Liste der Zuflüsse und  Seen von der Quelle zur Mündung. Teils mit Gewässerlänge, Seefläche, Einzugsgebiet und Höhen. Andere Quellen für die Angaben sind vermerkt. Auswahl.
Ursprung der Kleinen Ohe auf 976 m ü. NHN am Auslauf der  etwa 0,5 ha großen Martinsklause etwa 1,4 km nordöstlich der Gemeindeexklave Waldhäuser von Neuschönau.
- Filzbach, linker und ostsüdöstlicher Hauptstrang-Oberlauf, ca. 1,9 km[BA 5] und ca. 1,3 km².[BA 6] Entsteht auf etwa 1104 m ü. NHN am Südwesthang des Lusen.
- Hochauseige, rechter östlicher Nebenstrang-Oberlauf, ca. 0,9 km[BA 5] und ca. 0,9 km².[BA 6] Ein den Hochauseige-Oberlauf übertreffender rechter Ast durch das Teufelsloch entsteht auf etwa 1185 m ü. NHN am Stangenfilz.
- Brücklaubach, von rechts und Norden auf etwa 926 m ü. NHN, 1,6 km mit dem längsten Strang und 1,4 km². Entsteht auf etwa 1221 m ü. NHN am Kleinen Spitzberg.
- Tiefe Seige, von rechts und Nordosten
- Kleine Triftseige, von rechts und Nordnordosten
- Schreyerbach, von rechts und Nordnordwesten auf etwa 835 m ü. NHN an der Fredenbrücke, 2,3 km und 2,2 km². Entsteht auf etwa 1200 m ü. NHN am Südhang des Plattenhausenriegels.
- Waldhäuserbach, von links und Osten auf etwa 785 m ü. NHN Westlich von Waldhäuser, 1,5 km und 0,8 km². Entsteht auf etwa 1029 m ü. NHN am Nordostrand von Waldhäuser.
- Kohlstattseige, von links und Nordosten nach der Graupsäge von Sankt Oswald-Riedlhütte
- Langbruckgraben, von rechts und Nordwesten auf etwa 719 m ü. NHN bei MÜNDUNGSORT, 1,7 km und 2,0 km². Entsteht auf etwa 779 m ü. NHN am Südrand des Dorfs Guglöd vonankt Oswald-Riedlhütte.
- Rothbach, von links und Nordnordosten
- Stadtschneiderseige, von rechts und Nordwesten
- Knottenbach, von links und Nordnordosten auf etwa 680 m ü. NHN vor der Schönauer Mühle von Neuschönau-Forstwald, 4,9 km mit Oberlauf Dilauer Seige und 9,0 km². Die Dilauer Seige entsteht auf etwa 1077 m ü. NHN am Südwesthang des Waldhäuserriegels.
- Gaisbach, von links und Westnordwesten über einen vom untersten Knottenbach abgezweigten Nebengraben an der Schönauer Mühle auf etwa 665 m ü. NHN, 2,2 km mit dem längsten Oberlauf und dem durchlaufenen Stücks des Mühlgrabens sowie 1,6 km². Entsteht auf etwa 761 m ü. NHN am Nordrand von Neuschönau.
- Haslacher Bach, von rechts und Westnordwesten auf etwa 656 m ü. NHN
- Glasbach, von links und Nordosten auf etwa 644 m ü. NHN am Nordrand des Neuschönauer Dorfs Schönanger, 3,2 km< und 2,7 km². Entsteht auf etwa 771 m ü. NHN am Ostrand von Neuschönau.
- Sagwasser, am Unterlauf Sägwasser, links und Nordosten auf etwa 635 m ü. NHN am Südrand von Schönanger, 12,7 km und 29,7 km². Entsteht auf etwa 1157 m ü. NHN am Südwesthang des Lusen.
- Kleinwaldbach, v von rechts und Nordwesten auf etwa 630 m ü. NHN[BA 1] nach den letzten Häusern von Schönanger, 2,5 km und 2,8 km². Entsteht auf etwa 735 m ü. NHN am Südostrand des Dorfes Draxlschlag von Sankt Oswald-Riedlhütte.
- (Bach aus dem Geföhret), von links und Südsüdosten auf 616 m ü. NHN[BA 1] vor der Kleblmühle von Grafenau, 2,2 km und 0,7 km². Entsteht auf etwa 715 m ü. NHN östlich des Dorfes Neudorf der Stadt Grafenau.
- Durchfließt auf etwa 570 m ü. NHN den Grafenauer See an der Promenade in Grafenau, etwa 2,9 ha.
- Grüberbach, von rechts und Nordnordosten auf etwa 557 m ü. NHN im westlichen Grafenau, 5,9 km mit linkem Oberlauf Einbergbach und 11,6 km². Der Einbergbach entsteht auf etwa 784 m ü. NHN am Kloster von Draxlschlag.
- Sparrerbach, von links und Nordosten auf etwa 440 m ü. NHN vor dem Dorf Gehmannsberg von Grafenau, 1,1 km und 1,0 km². Entsteht auf etwa 541 m ü. NHN nördlich des Grafenauer Weilers Jägerreith.
- Steckenbach oder vielleicht auch Streckenbach, von links und Nordosten auf etwa 437 m ü. NHN in Gehmannsberg, 8,0 km mit dem rechten Oberlauf Haselbach und 9,4 km². Der Haselbach entsteht auf etwa 718 m ü. NHN östlich von Neudorf.
- (Hangbach), von links und Osten auf etwa 435 m ü. NHN am Südrand von Gehmannsberg, 1,0 km und 0,9 km². Entsteht auf etwa 513 m ü. NHN wenig westlich des Grafenauer Weilers Harschetsreuth.

Zusammenfluss der Kleinen Ohe von links und zuletzt Norden mit der Großen Ohe auf etwa 430 m ü. NHN bei der Ettlmühle von Grafenau und unter dem Kirchdorf Eberhardsreuth von Markt Schönberg auf dem Gegenhang  zur zunächst auch Schönberger Ohe genannten Ilz. Die Kleine Ohe ist zusammen mit dem Quellbach Filzbach 26,8 km lang und hat ein 105,3 km² großes Einzugsgebiet.

## Geschichte
1558 bemühte sich die Stadt Grafenau um das Triftrecht auf der Kleinen Ohe. So wurde der Fluss seit Mitte des 16. Jahrhunderts bis kurz nach dem Zweiten Weltkrieg für die Holztrift genutzt. Auf diesem Weg wurden die Bürger mit Brenn- und Bauholz aus den nördlich gelegenen Wäldern um den Lusen versorgt. Am 28. Januar 1581 wurde der Stadt Grafenau das Renn- und Triftgeld auf der Kleinen Ohe durch Herzog Wilhelm erlassen. In den folgenden Jahrhunderten kam es wegen der Holztrift immer wieder zu Streitigkeiten zwischen der Stadt Grafenau und dem Kloster St. Oswald, die erst durch die Säkularisation der ehemaligen Propstei im Jahr 1803 beendet wurden.

## Pegel
Bei Flusskilometer 6,00 befindet sich eine Pegelmessstelle des Wasserwirtschaftsamtes Deggendorf für den NID Bayern.

### BayernAtlas („BA“)
Amtliche Online-Gewässerkarte mit passendem Ausschnitt und den hier benutzten Layern: Lauf und Einzugsgebiet der Kleinen Ohe

Allgemeiner Einstieg ohne Voreinstellungen und Layer: BayernAtlas der Bayerischen Staatsregierung (Hinweise)
1. 1 2 3 4 5  Höhe nach blauer Beschriftung auf dem Hintergrundlayer Amtliche Karte.
2. 1 2 3  Höhe abgefragt (mit Rechtsklick) auf dem Hintergrundlayer Amtliche Karte.
3. 1 2  Höhe nach schwarzer Beschriftung auf dem Hintergrundlayer Amtliche Karte.
4. ↑  Seefläche abgemessen auf dem Hintergrundlayer Amtliche Karte.
5. 1 2  Länge abgemessen auf dem Hintergrundlayer Amtliche Karte.
6. 1 2  Einzugsgebiet abgemessen auf dem Hintergrundlayer Amtliche Karte.

### Gewässerverzeichnis Bayern („GV“)
1. 1 2  Länge nach: Verzeichnis der Bach- und Flussgebiete in Bayern – Flussgebiet Isar bis Inn, Seite 171 des Bayerischen Landesamtes für Umwelt, Stand 2016 (PDF; 3,3 MB) (und Folgeseiten bis 177)
2. 1 2  Einzugsgebiet nach: Verzeichnis der Bach- und Flussgebiete in Bayern – Flussgebiet Isar bis Inn, Seite 171 des Bayerischen Landesamtes für Umwelt, Stand 2016 (PDF; 3,3 MB) (und Folgeseiten bis 177)

### Sonstige
1. ↑  Pegel Grafenau nach: Hochwassernachrichtendienst des Bayerischen Landesamtes für Umwelt (Hinweise)
2. ↑  Willi Czajka, Udo Bodemüller: Geographische Landesaufnahme: Die naturräumlichen Einheiten auf Blatt 175 Passau. Bundesanstalt für Landeskunde, Bad Godesberg 1971. → Online-Karte (PDF; 4,7 MB)
3. ↑  HM, Bärnstein, GL Nr. 1 Scharwerksbuch 1576 u. 1598 Fol. 82–84.
4. ↑  Pegelmessstelle Kleine Ohe (Seite nicht mehr abrufbar, festgestellt im April 2019. Suche in Webarchiven)  Info: Der Link wurde automatisch als defekt markiert. Bitte prüfe den Link gemäß Anleitung und entferne dann diesen Hinweis. Datenquelle: NID - Bayerisches Landesamt für Umwelt